# Emily Elizabeth Constance Jones
Emily Elizabeth Constance Jones (Llangarron, 19 februari 1848 - 9 april 1922) was een Brits filosofe aan de universiteit van Cambridge en collega van Bertrand Russell en G.E. Moore. Haar bijdragen liggen in het gebied van de metafysica, ethiek en vooral in de logica. Ze werd door velen van haar tijdgenoten zoals F.C.S. Schiller, George Stout en C.S. Peirce beschouwd als een autoriteit op vlak van de filosofische logica. Zo anticipeerde zij al in haar werk op het onderscheid tussen Sinn en Bedeutung gemaakt door Gottlob Frege en tussen betekenis (meaning) en bereik (denotation) van de vroege Bertrand Russell. Haar belangrijkste werk is A New law of Thought and its Logical Bearings (1911). Op vlak van ethiek was zij studente van de utilitarist Henry Sidgwick, door wie zij geprezen werd. Ondanks grote waardering door haar tijdgenoten is zij vandaag de dag echter praktisch geheel vergeten.

## Biografie
Jones werd geboren in Wales in 1848 en begon haar studie aan het Girton College in 1875, het in die tijd nieuw opgerichte vrouwencollege aan de universiteit van Cambridge. Daar studeerde zij moraalfilosofie bij Henry Sidgwick, James Ward en John Neville Keynes. Haar interesse in de logica ontstond in 1884 toen zij een baan accepteerde aan het Girton College en er colleges in de logica moest geven. In deze periode schreef ze ook enkele inleidende werken in de logica die in die tijd goed verkochten.
Jones sprak ook vloeiend Duits en Frans vanaf haar jeugd, en verzorgde bijvoorbeeld de in 1888 verschenen Engelse vertaling van Hermann Lotzes Mikrokosmus nadat Elizabeth Hamilton, die aan deze vertaling was begonnen, overleden was. In 1890 formuleerde zij daarnaast haar "wet van significante bewering" (law of significant assertion), haar zogenaamde "nieuwe wet van het denken" waarop zij zich ook in de rest van haar carrière fixeerde en wat uitmondde in haar werk A New Law of Thought and Its Logical Bearings (1911).
Naast haar filosofische talenten, had zij ook aanleg voor de meer zakelijke en administratieve kant van het academische leven. Zo was het door haar toedoen dat het Girton College de schuld van £43,000 waaronder het leed, uiteindelijk kon aflossen. Bij haar dood in 1922 werden er overlijdensberichten gepubliceerd in belangrijke tijdschriften zoals Mind en Proceedings of the Aristotelian Society.

## Filosofie
Hoewel Jones zich ook heeft gewijd aan de metafysica en de ethiek, ligt haar voornaamste relevantie toch in de logica. Zoals zij zelf toegaf, maar ook bevestigd wordt door collega's zoals George Stout, was haar grootste bijdrage die van de law of significant assertion.
In haar logische geschriften hield zij zich vooral bezig met de vraag: "wat is een propositie?" en deze vraag stond voor haar gelijk aan de vraag "wat is een significante bewering?". Er is volgens Jones enkel sprake van significantie als de bewering, de propositie, leidt tot iets dat meer is dan het vertrekpunt en er dus ook van verschilt. Dit leidde klassiek echter tot de "propositieparadox" (paradox of proposition). Stellen dat P toekomt aan S (bijvoorbeeld: "het gras (S) is groen (P)) kan twee dingen inhouden die beide tot een onbevredigende eindsituatie leidden:
- Er wordt beweerd dat S niet S is, (want het is P), maar dit leidt tot een contradictie, want hoe kan S nu niet S zijn?
- Er wordt beweerd dat S wel S is,  maar dit leidt tot een nietszeggende en niet-significante identiteitsrelatie.

De oplossing moet volgens Jones gezocht worden in de door haar nieuw geformuleerde wet van significante bewering: "Any Subject of Predication is an identity of denotation in diversity of intension." Om de betekenis van deze wet te begrijpen, moet men teruggrijpen in de tijd. In de 19e-eeuws logica werd het verschil tussen connotatie of intensie (wat men ermee bedoelt) en denotatie (welke zaken eronder vallen) vaak gemaakt, maar altijd in verband met algemene termen en nooit met eigennamen. Betreffende eigennamen beriepen 19e-eeuws logici zich op John Stuart Mill die stelde dat deze een connotatie ontbraken.
De inhoud van deze nieuwe wet komt sterk overeen met nieuwe distincties die in het werk van Gottlob Frege en de vroege Bertrand Russell worden gemaakt. Het komt er kort gezegd op neer dat als we een eigenschap y toeschrijven aan een individu of een verzameling van x, we de verschillende connotaties (diversity of intension) van x en y toeschrijven aan dezelfde denotatie (identity of denotation). Op deze wijze is er dus een uitweg voor de eerdere paradox: de denotatie (het bereik) is identiek bij S en P, maar de intensie is verschillend en op die wijze is het dus wel significant.
In haar ethische geschriften zette zij vooral het utilitarisme van haar leermeester Henry Sidgwick uiteen en ging op verscheidene kritieken hierop in. Haar metafysische geschriften ontstonden vooral naar aanleiding van haar vertaling van Hermann Lotzes Mikrokosmus in 1888.